# BPV 1–18
A Budapest-Pécs Vasúttársaság 1–18 pályaszámcsoportú, később a MÁV IIIk. osztályú, végül a MÁV 341 sorozatú gőzmozdonyok C-n2 tengelyelrendezésű gőzmozdonyok voltak. 1882 és 1883 között  gyártotta a Wöhlert és a WLF. Összesen 18 db készült a sorozatból.

## Történetük
Három kapcsolt kerékpárú, telitett gőzű, két hengeres ikergépezetű, tehervonati gőzmozdonyok, Hall rendszerű forgattyúkkal. Tengelyelrendezésük: C
A  berlini F.Wöhlert Maschinenbau Anstalt und Eisengiesserei gyár 16 darabot, a Floridsdorfi Mozdonygyár 2 darabot szállított az 1882-ben megnyitott Budapest-Pécs Vasúttársaság számára.
A vasúttársaság államosítása, 1889. június 1-je után a Magyar Királyi Állam Vasutak IIIk osztály 1015-1032 pályaszámokon, majd 1891-től IIIk osztály 3031-3048 pályaszámokon sorolta állagába. 1911-ben az osztály jelzés megszüntetésekor a MÁV új sorozatszám rendszerében a típus sorozatszáma 341-re, a mozdonyok pályaszáma 001-018 változott.

## A MÁV IIIk osztály 1026-os pályaszámú gőzmozdonyának története
A gőzmozdonyt a Friedrich Wöhlert Gépgyár és Vasöntőde gyártotta 1882-ben, 739-es gyári számmal Berlinben, fontos tudnunk, hogy a gyárnak ez az egyetlen gőzmozdonya maradt fent.
Hatósági vizsgáját 1882. december 21-én tartották és állították üzembe BPV 12-es pályaszámon.
1889.06.01. A vasúttársaság államosítása után MÁV állagba kerül és a Magyar Királyi Államvasutak IIIk osztály 1026 pályaszámon sorolja állagába.
1891. Pályaszámcsere alkalmával a Magyar Királyi Államvasutak IIIk osztály 3042 pályaszámon sorolja állagába.
1909.08-tól honos fűtőháza Budapest-Ferencváros
1911. Az osztály jelzés megszüntetésekor a MÁV új sorozatszám rendszerében a típus sorozatszáma 341-re, a mozdony pályaszáma 012-re változott. Az 1925-ben tervezett újabb átszámozás esetében pályaszáma 341,008-ra változott volna. A mozdony ezt a pályaszámot sosem viselte.
1935.11.03-tól honos fűtőháza Debrecen, félreállítva.
1940-től honos fűtőháza Komárom.
1945.02.07-től honos fűtőháza Győr.
1945. Ausztriába kerül.
1945.09.08. Az Osztrák Államvasutak állagba veszi.
1946. A Szovjet Hadsereg hadizsákmány (Trófea) jelzéssel lefoglalja Wien Franz Joseph pályaudvaron.
1947. Wien Franz Joseph pályaudvar.
1948.11.18. A szovjet-magyar vasúti jármü megállapodás keretében Hegyeshalomnál visszatér az országba. A MÁV újra állagbaveszi 341,012 pályaszámon. A mozdony üzemképtelen, hiányos.
1948-tól honos fűtőháza Győr.
1950-től honos fűtőháza Szolnok.
1959.05.12. A MÁV átadja Sárvári Cukorgyár iparvasútjára, SvC 341,012 pályaszámon.
1982. A Sárvári Cukorgyár üzemképes állapotban átadja a Közlekedési Múzeumnak, Bátaszéken felújítják és visszaalakítják az eredeti állapotára.
1982. 3042 pályaszámmal részt vesz a Budapest-Pécs Vasútvonal 100 éves ünnepi rendezvényein, vonatokat továbbít.
1983. 3042 pályaszámmal felvonul a Sopronban megrendezett MOROP járműparádén.
1985. A MÁV História Bizottsága muzeális nosztalgia mozdonynak minősíti IIIk osztály 1026 pályaszámon, honos fűtőháza Bátaszék.
1993.Teljes fővizsgát és nagyjavítást kap Istvántelken.
1993 és 1998 között nosztalgia üzemű mozdony, de kis teljesítménye és alacsony sebessége miatt keveset közlekedik.
1998. leállítva, Istvántelken tárolva.
2000.07.14. A megnyíló Magyar Vasúttörténeti Parkban kiállítva.
2018. A Magyar Gőzmozdonyokért és Vasútért Egyesület tagjai önkéntes munkával elkezdik a mozdony felújítását, még ebben az évben a mozdony felújítási munkáit és üzemeltetését átveszi az Első Magyar Gőzvasúti Alapítvány.
2018.10.01. A mozdony újra üzemképes, megtörténnek az első próbamenetek.
2018.10.12.-től az Első Magyar Gőzvasúti Alapítvány üzemelteti.
Jelenleg Magyarország legöregebb, működőképes gőzmozdonya.
A gőzmozdony működőképes állapotban tekinthető meg a Magyar Vasúttörténeti Parkban, ahol alkalmanként utazni is lehet vele.